# Suco de maçã
Suco de maçã (português brasileiro) ou sumo de maçã (português europeu) é um suco, produzido com maçãs. Diferentemente de outros sumos, produzidos com alguma facilidade em ambientes domésticos, o sumo de maçã é produzido com o uso de equipamento industrial pesado, e por isso é quase sempre produzido comercialmente em escala industrial. O sumo é obtido pelo esmagamento de maçãs e depois filtração do sumo das mesmas. Geralmente após isso é pasteurizado.

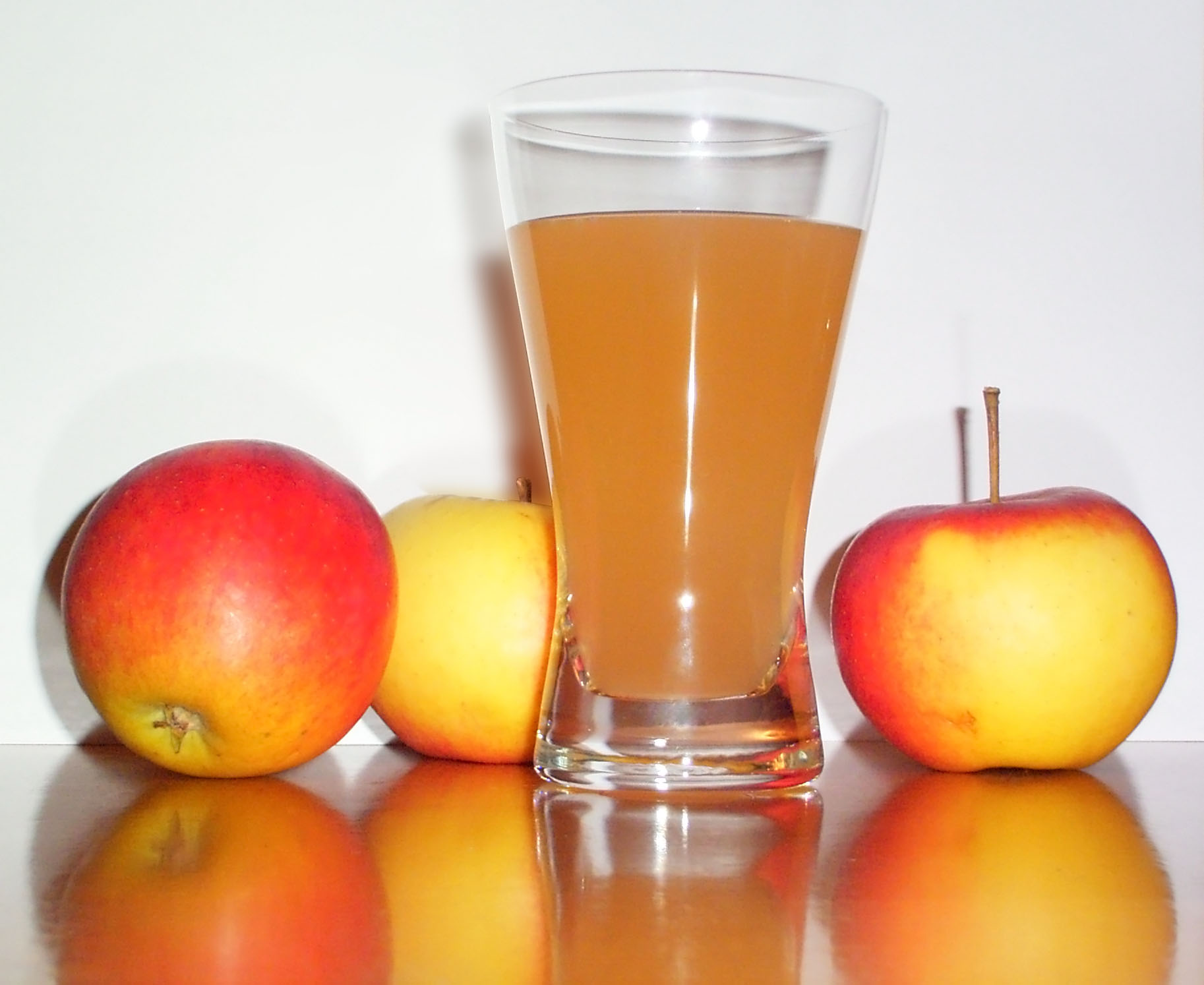
Sumo de maçã

Pode ser uma fonte de vitamina C e minerais.